# Parupeneus indicus
Parupeneus indicus Shaw, 1803 è un pesce appartenente alla famiglia Mullidae.

## Distribuzione e habitat
Proviene dalle barriere coralline dell'Indo-Pacifico; il suo areale si estende dall'Africa orientale al Giappone. Predilige le zone con fondali sabbiosi, in particolare se ricchi di vegetazione acquatica. Nuota fino a 30 m di profondità.

## Descrizione
Presenta un corpo appena compresso sull'addome, con il dorso verdastro e una macchia gialla ovale sui fianchi. Spesso sulla testa è presente una striscia nera che passa dall'occhio. Sul peduncolo caudale c'è una macchia nera, tonda.  La pinna caudale è biforcuta. Raggiunge i 45 cm, anche se di solito non supera i 25.

## Biologia

### Comportamento
Nuota in banchi, ma talvolta può essere trovato solitario.

### Alimentazione
La sua dieta, carnivora, comprende sia pesci più piccoli che invertebrati acquatici come vermi policheti, crostacei in particolare granchi, anfipodi e gamberi, molluschi cefalopodi.

### Riproduzione
È oviparo e la fecondazione è esterna.

### Parassiti
Può presentare il copepode parassita Irodes upenei.

### Predatori
È spesso preda di Fistularia commersonii.

## Pesca
Viene pescato abbastanza frequentemente; non è raro in commercio.